# Schaakstad Apeldoorn

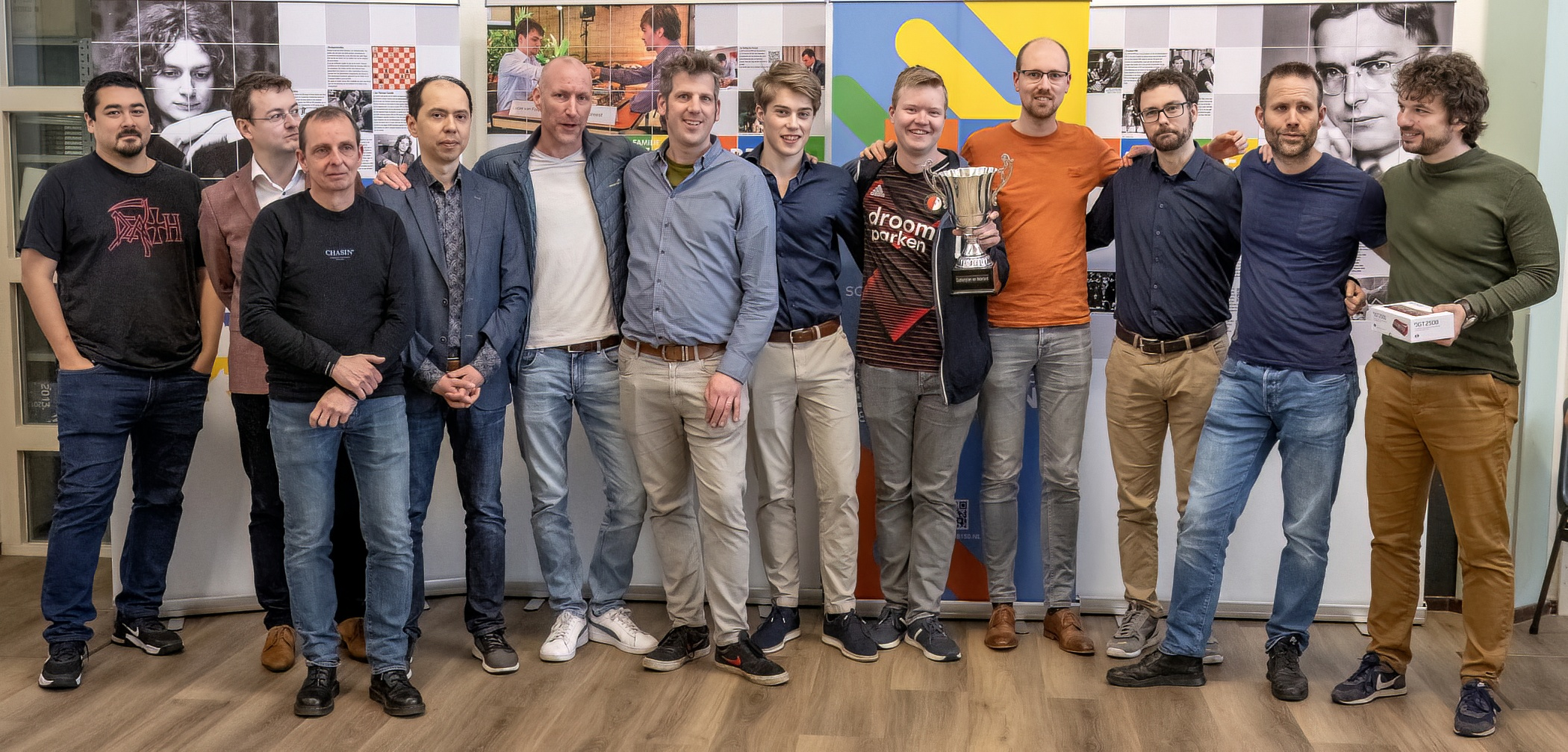
Winnaar Meesterklasse schaken 2022-23: Amevo Apeldoorn

Schaakstad Apeldoorn is een schaakvereniging uit Apeldoorn. De club werd tweemaal landskampioen in de Meesterklasse.

## Geschiedenis
De geschiedenis van de vereniging begint in 1908 als er een schaakgezelschap wordt opgericht in het Gelderse Apeldoorn. Bijna een eeuw later, in 2003, ontstond hieruit de vereniging Schaakstad Apeldoorn, als gevolg van een fusie tussen Schaakvereniging Apeldoorn (SVA) en het Apeldoorns Schaakgenootschap (ASG). Deze twee verenigingen speelden al sinds 1999 gezamenlijk onder de naam Schaakstad Apeldoorn in de externe competitie. In 2001 werd ook nog eens de interne competitie gebundeld, waarna in 2003 beide clubs volledig samengingen. In 2006 bundelden Schaakstad Apeldoorn en De Schaakmaat hun krachten extern in de KNSB-competitie. In 2018 werden in aanloop naar een volledig samengaan in de nieuw gevormde SOS-competitie teams van De Schaakmaat samengevoegd met die van Schaakstad Apeldoorn. In 2019 is De Schaakmaat opgeheven en opgegaan in Schaakstad Apeldoorn.
Momenteel spelen vijf teams in de KNSB-competitie, waarbij het eerste team uitkomt in de Meesterklasse. Vier teams nemen deel aan de SOS-competitie. De interne competitie telt ruim 75 actieve leden.
In de seizoenen 2021/22 en 2022/23 werd het eerste team landskampioen.